# Drosera meristocaulis
Drosera meristocaulis là một loài thực vật thuộc chi Gọng vó trong họ Gọng vó, là loài duy nhất trong phân chi Meristocaulis. Loài này là loài bản địa Pico da Neblina, một núi cô lập ở biên giới Brasil-Venezuela.